# Pablo Nicolás Caballero
Pablo Caballero (Totoras, Santa Fe, Argentina, 21 de julio de 1986) es un futbolista argentino. Juega como delantero y actiualmente se encuentra sin equipo.

## Trayectoria
Pablo Nicolás Caballero se formó en las categorías inferiores del Racing Club de Avellaneda. Debutó en la Primera División de Argentina el 24 de noviembre de 2007, en un clásico de Avellaneda que registró un empate a cero goles. Marcó su primer gol ante River Plate en un empate 3 a 3 bajo una lluvia torrencial.
En 2008 formó parte de aquel equipo que luchó y dejó a Racing Club en Primera División. En 2009 marcó un gol agónico frente a Godoy Cruz para asegurar la permanencia. Ya en 2010 llegó a Tigre a préstamo por un año, a pedido del entrenador, Ricardo Caruso Lombardi, quien ya lo había dirigido en Racing Club. 
En enero de 2011 llegó al Club Guaraní de Paraguay por un año para jugar la Copa Libertadores. Luego de su estadía volvió al equipo de Avellaneda de la mano de Alfio Basile. El 21 de abril de 2012 marcó su primer gol desde su regreso al club en la victoria por 1 a 0 ante San Martín de San Juan por la fecha 11 del Clausura 2012.
A mediados de 2012 firmó por un año a préstamo con opción de compra con el Club Almirante Brown, en el que se convirtió en titular indiscutido y goleador del equipo. En 2013 emigró a China, más precisamente al Qingdao Jonoon F. C. de la Superliga de China. En 2014 firmó por Ferrocarril Oeste para disputar el torneo de la Primera B Nacional que otorgaba 10 ascensos a Primera División. A fines de enero de 2015 llegó a España, al Club Deportivo Lugo poniéndose a las órdenes de Quique Setién. 
En el club gallego, el 7 de junio de 2015, en la última fecha del torneo, hizo el gol del empate en el último minuto del partido, arruinando el ascenso del Girona a primera división, y propiciando el ascenso del Sporting de Gijón. Los días posteriores se encargaron centenares de camisetas del Lugo con el dorsal y nombre de Caballero destino Gijón 
En julio de 2017 se convirtió en jugador de la U. D. Almería, con la que jugó durante dos temporadas en la Segunda División.
En verano de 2019 firmó como jugador del F. C. Cartagena del Grupo IV de la Segunda División B por una temporada. El 20 de julio de 2020 el F. C. Cartagena logró el ascenso a la Segunda División tras eliminar al C. D. Atlético Baleares en la tanda de penaltis en la eliminatoria de campeones, tras haber sido líderes de grupo tras la finalización de la liga regular por el coronavirus.
El 23 de octubre de 2020 se comprometió con el Football Club Messina de la Serie D italiana. En las filas del conjunto italiano logró ver puerta en doce ocasiones.
El 23 de agosto de 2021 regresó a España y firmó por el C. D. Tudelano para competir en la Primera División RFEF. Consiguió anotar doce goles durante la temporada, y el 10 de agosto de 2022 se unió al Real Club Recreativo de Huelva por un año con opción a otro en función de objetivos., después de cuatro años en el club, el 29 de mayo de 2025, deja de formar parte del Real Club Recreativo de Hueva.

## Clubes
| Club                           | País      | Año       |
| ------------------------------ | --------- | --------- |
| Racing Club                    | Argentina | 2007-2012 |
| C. A. Tigre (préstamo)         | Argentina | 2010      |
| Club Guaraní (préstamo)        | Paraguay  | 2011      |
| Almirante Brown                | Argentina | 2012-2013 |
| Qingdao Jonoon F. C.           | China     | 2013      |
| Ferro Carril Oeste             | Argentina | 2014      |
| C. D. Lugo                     | España    | 2015-2017 |
| U. D. Almería                  | España    | 2017-2019 |
| F. C. Cartagena                | España    | 2019-2020 |
| F. C. Messina                  | Italia    | 2020-2021 |
| C. D. Tudelano                 | España    | 2021-2022 |
| Real Club Recreativo de Huelva | España    | 2022-2025 |

### Estadísticas
| Club                         | Temporada | Liga | Liga | Copa nacional | Copa nacional | Copa internacional | Copa internacional | Total | Total |
| Club                         | Temporada | PJ   | G    | PJ            | G             | PJ                 | G                  | PJ    | G     |
| ---------------------------- | --------- | ---- | ---- | ------------- | ------------- | ------------------ | ------------------ | ----- | ----- |
| Racing Club Argentina        | 2007-08   | 0    | 0    | -             | -             | -                  | -                  | 0     | 0     |
| Racing Club Argentina        | 2008-09   | 29   | 3    | -             | -             | -                  | -                  | 29    | 3     |
| Racing Club Argentina        | 2009-10   | 7    | 2    | -             | -             | -                  | -                  | 7     | 2     |
| Racing Club Argentina        | 2011-12   | 5    | 1    | 2             | 0             | -                  | -                  | 7     | 1     |
| Racing Club Argentina        | Total     | 41   | 6    | 2             | 0             | -                  | -                  | 43    | 6     |
| C. A. Tigre Argentina        | 2010-11   | 6    | 0    | -             | -             | -                  | -                  | 6     | 0     |
| C. A. Tigre Argentina        | Total     | 6    | 0    | -             | -             | -                  | -                  | 6     | 0     |
| Club Guaraní Paraguay        | 2011      | 15   | 1    | -             | -             | 3                  | 1                  | 18    | 2     |
| Club Guaraní Paraguay        | Total     | 15   | 1    | -             | -             | 3                  | 1                  | 18    | 2     |
| Almirante Brown Argentina    | 2012-13   | 37   | 9    | 2             | 1             | -                  | -                  | 39    | 10    |
| Almirante Brown Argentina    | Total     | 37   | 9    | 2             | 1             | -                  | -                  | 39    | 10    |
| Qingdao Joonon F. C. China   | 2013      | 13   | 2    | -             | -             | -                  | -                  | 13    | 2     |
| Qingdao Joonon F. C. China   | Total     | 13   | 2    | -             | -             | -                  | -                  | 13    | 2     |
| Ferro Carril Oeste Argentina | 2013-14   | 15   | 3    | 3             | 2             | -                  | -                  | 18    | 5     |
| Ferro Carril Oeste Argentina | 2014      | 5    | 1    | -             | -             | -                  | -                  | 5     | 1     |
| Ferro Carril Oeste Argentina | Total     | 20   | 4    | 3             | 2             | -                  | -                  | 23    | 6     |